# Phelister praecox
Phelister praecox är en skalbaggsart som först beskrevs av Wilhelm Ferdinand Erichson 1847.  Phelister praecox ingår i släktet Phelister och familjen stumpbaggar. Inga underarter finns listade i Catalogue of Life.